# Apeadero La Fraternidad
La Fraternidad es una estación ferroviaria del partido de General Rodríguez, Provincia de Buenos Aires, Argentina.

## Servicios
La estación corresponde a la Línea Sarmiento de la red ferroviaria argentina, en el servicio diésel que conecta las terminales Moreno y Mercedes.

## Toponimia
Recibe el nombre de La Fraternidad, nombre del sindicato argentino que agrupa a los maquinistas de locomotoras y trenes.